# 朱莉娅·龙东
朱莉娅·龙东（義大利語：Giulia Rondon，1987年10月16日—），意大利女子排球运动员。她曾代表意大利国家队参加2012年夏季奥林匹克运动会排球比赛，结果队伍在八强赛止步。